# Інцидент у Сіндзюку
Інцидент у Сіндзюку (кит.: 新宿事件, яп. 新宿インシデント) — фільм режисера Дерека Йі, вийшов у 2009 році, у головній ролі Джекі Чан. На відміну від більшості фільмів із Джекі Чаном, жанр цього фільму можна визначити як драма. Прем'єри фільму: 22 березня 2009 (33 Гонконгський Міжнародний Кінофестиваль), 2 квітня 2009 (Малайзія, Тайвань, Таїланд, Сінгапур), травень 2009 (Японія).

## Сюжет
Дія фільму відбувається в Токіо в 1990-х роках. Фільм розповідає про життя китайських іммігрантів в Японії, котрі перебрались туди нелегально. Головний герой фільму — Залізна голова (Джекі Чан) подався до Японії в пошуках своєї дівчини Ксіу Ксіу (Xu Jinglei). Залізна Голова і його друг Джі (Daniel Wu) зустрілися в Шінджукі, діловому кварталі Токіо. Вони розпочинають тяжко працювати на важких фізичних роботах, щоб заробити гроші. Коли Залізна Голова дізнається, що Ксіу Ксіу вийшла заміж за японського главу якудзи за йменням Ігучі-сан (Masaya Kato), то він вирішує залишитися в Японії. Незабаром він створює власну банду і починає свою злочинну діяльність. Коли Ігучі-сана вирішують вбити, Залізна Голова рятує йому життя. Щоб отримати більше влади Ігучі-сан об'єднується із Залізною Головою.
Незабаром Залізна Голова так сильно занурюється в життя якудза, що розуміє, що шляху назад немає. В кінці дві банди вирішують вбити Ігучі та Залізну Голову вкупі із усіма друзями Залізної Голови.
Залізний Голова помирає в каналізаційному тунелі, в останній момент віддаючи комісару поліції флешку із списками членів якудзи.

## У ролях
- Джекі Чан — Залізна голова
- Naoto Takenaka — Інспектор Кітано
- Daniel Wu — Jie (Герой)
- Xu Jinglei — Xiu Xiu (Yuko)
- Фань Бінбін — Лілі (Lily)
- Masaya Kato — Eguchi (Ріка)
- Yasuaki Kurata
- Chin Kar Lok
- Lam Suet
- Hideaki Takizawa[джерело?]